# Bactrocera fulvifacies
Bactrocera fulvifacies
 es una especie de díptero que Perkins describió por primera vez en 1939. Bactrocera fulvifacies pertenece al género Bactrocera de la familia Tephritidae. Esta especie como plaga agrícola ha sido atacada por los agricultores en Nueva Caledonia.